# HD 144661
HD 144661，又名CD-2412552，SAO 184142、HR 5998，是一颗恒星，视星等为6.33，位于銀經349.99，銀緯19.97，其B1900.0坐标为赤經16h 1m 51.6s，赤緯-24° 19.97′ 37″。